# Шнеур Залман
Шнеур Залман (рус. Шнеур Залман из Ляд, јид. אלטער רבי) био је кабалист и основатељ хасидијског покрета код Јевреја-Хабад. Аутор је учења Танија (старојеврејски תניא). Рођен је у Љозни, Витепско војводство, Велика кнежевина Литванија, Државна заједница Пољске и Литваније (данас део Белорусије) 17. септембра 1745. Умро је 27. децембра 1812. у селу Пени, Слобоско-украјинска губернија, Руска Империја.

## Биографија
Родио се у хасидској породици Боруха и Ривке Познер. Благослов је добио од Израел бен Елизера (познат и као Бешт или Баал Шем Тов).
Тору је изучавао у Љуавичих, где се показао као веома способан ученик. 1760. ожени се за 15-годишњу Стерном Сигал, кћерком витепского Јевреја, Јехуде Лејба Сигала. Новац који је добио у мираз потрошио је на инвентар за јеврејску пољопривредну задругу у Витепску. До 18. године изучио је Талмуд и приступио Кабали. За изучавање, као 20 годишњак, одправи се у Межерич код рабина Дов-Беру. 1767. године врати се у Љозну као магид (проповедник). По препоруци ментора 1770. написао је књигу Шулах Арух Рава, где простим језиком објасни халаху (јеврејски правни систем).

#### Неспорауми у јеврејској заједници
Магид из Межерича 1772. године шаље Шнеура Залмана у склопу хасидске дипломатске мисије на преговоре у Вилњус (до Елијаха бен Шломо Залмана, који је тада био ауторитета Ортодоксног јудаизма), где је требало да реше неспоразуме у јеврејској заједници. До састанка није дошло, нити у дургом покушају 1777, јер је Шломо Залман објавио херем (велики бојкот). Шнеур Залман се после тога преселио у Могиљов, а касније (1777) хтео се преселити у Палестину, заједно са групом хасидиста. На граници са Османским царством на останак преговорио га је рабин Менахем Мендељ из Витепска, који га је благословио као главом пастира руских хасида. Шнеур Залман се вратио у Љозну.
1797. напише књигу Танија, где опише основе Хабада.

#### Наполеонов поход на Русију
За време Наполеонове инвазије на Русију (1812) рабин Залман није делио исто мишљење као већина пољских хасидских Јевреја, за разлику од њих подржавао је руског цара. Бежећи од напредовања француске војске је написао писмо, објашњавајући своје противљење, рабину Моше Мејзелесу:
Ако Наполеон победи, богатства међу Јеврејима ће бити у изобиљу...али срца Израела ће бити одвојена и удаљена од свог Oца на небу. Али ако наш господар Александар победи, бићемо сиромашни...али срце Израела ће бити везано заједно са својим Oцем на небу...и забога: запали ово писмо.
Неки су покушавали да аргументују, да се рабин Залман бојао Наполеонових месијанских погледа. Бојао се да би за време Наполеона затворио Јевреје у гето и еманципирао. Наполеон је код Јевреја, априла 1806, отворио Велики Синедрион, чиме је хтео новачити Јевреје у своју војску. То је било за Јевреје битно због евентуалног ослобађања Свете Земље (Јерусалим) од Османског царства. Према томе, опозиција рабина Залмана је окренута у правцу месијанске политике Наполеона, како је то видео рабин Залман.
Рабин Заламан у томе није био сам, сличан поглед је имао и рабин Израел Хофштајн из пољске Козјењице, такође рабин јеврејских хасида. Са тиме да је веровао у долазак месије након победе над Русијом. Рабин Менахем Мендељ Шнерсон је о рабину Израелу говорио да је прижељкивао победу Наполеона над Русијом.

#### Хапшење
Након смрти вилњуског Гаона (рабин Елијах Бен Соломон Залман), 1797, у Вилњусу (тада Руска Империја) је дошло до оптужба хасидиста, због субверзивних акција те секте, помагања Османског царства. Рабин Залман је хтео хуманитарно помагати Јевреје у Османском цасртву (Палестина) и неки су у томе видели зароту против Русије. Ухапшен је 1798. и казну одседао у Петропавловској тврђави у Санкт Петебургу. За то време био је саслушан тајном комисијом. Пуштен је 53 дана касније, одлуком цара Павла I. Тај дан је у хебрејском календару, код хабадиста, постао празник (19. кислев 5559.) На тај дан хабадисти имају свечану вечеру, где обећају да че научити цели Талмуд.
Хабадисти су хапшење прихватили мистично, као неку врсту нове димензије хабадскох рабина.